# فالدوريا
فالدوريا، (بالإنجليزية: Valledoria)‏، هي بلدية، في مقاطعة ساساري، بالقرب من مصب نهر كوتيناس.

## السكان
في سنة 1861 بلغ عدد السكان 432 نسمة، وتطور العدد ليصل في سنة 2011 لـ 4٬091 نسمة.
يظهر هذا المخطط البياني تطور النمو السكاني لـ فالدوريا